# Anne Louise Lambert
Anne Louise Lambert (Brisbane, 21 agosto 1955) è un'attrice australiana.

## Biografia
Vissuta in Inghilterra per diversi anni, ha un figlio nato nel 1991.

## Filmografia

### Cinema
- Picnic ad Hanging Rock (Il lungo pomeriggio della morte) (Picnic at Hanging Rock), regia di Peter Weir (1975)
- I misteri del giardino di Compton House (The Draughtsman's Contract), regia di Peter Greenaway (1982)
- Gossip, regia di Don Boyd (1982)
- A los cuatro vientos, regia di José A. Zorrilla (1987)
- Breathing Under Water, regia di Susan Murphy Dermody (1991)
- Seeing Red, regia di Virginia Rouse (1992)
- Just Desserts, regia di Monica Pellizzari - cortometraggio (1993)
- Unacceptable Behaviour, regia di Susan Wallace - cortometraggio (1994)
- Lilian's Story, regia di Jerzy Domaradzki (1996)
- A Cut in the Rates, regia di Adrian Hayward - cortometraggio (1997)
- Somersault, regia di Cate Shortland (2004)
- Photograph, regia di Sarah Lambert - cortometraggio (2006)
- You or Me, regia di David Easteal - cortometraggio (2007)
- Waiting for the Turning of the Earth, regia di David Giles - cortometraggio (2011)
- Target Fascination, regia di Dominic Pelosi (2016)

### Televisione
- Behind the Legend - serie TV, episodio 1x02 (1972)
- Number 96 - serie TV, 7 episodi (1973)
- Class of '74 - serie TV, episodi 1x01-1x04 (1974)
- Matlock Police - serie TV, episodio 5x177 (1975)
- Division 4 - serie TV, episodio 7x23 (1975)
- The Norman Gunston Show - serie TV, 6 episodi (1975)
- The Box - serie TV, episodio 2x76 (1976)
- Up the Convicts - serie TV (1976)
- Murcheson Creek, regia di Terry Bourke - film TV (1976)
- Glenview High - serie TV, episodio 1x25 (1978)

- Chopper Squad - serie TV, episodio 1x03 (1978)
- Against the Wind - miniserie TV, episodio 1x13 (1978)
- Cop Shop - serie TV, 19 episodi (1978)
- I Borgia (The Borgias) - miniserie TV, 9 episodi (1981)
- Jackanory Playhouse - serie TV, episodio 10x04 (1982)
- Cousin Phillis - serie TV, 4 episodi (1982)
- The Year of the French - miniserie TV, episodio 1x01-1x02-1x03 (1982)
- Jury - serie TV, episodio 1x08 (1983)
- Mussolini: The Untold Story - miniserie TV (1985)
- Le avventure di Sherlock Holmes (The Return of Sherlock Holmes) - serie TV, episodio 1x05 (1986)
- Great Expectations: The Untold Story, regia di Tim Burstall - film TV (1987)
- The Dirtwater Dynasty - miniserie TV, 5 episodi (1988)
- Fields of Fire II - miniserie TV, episodio 1x01-1x02 (1988)
- Tanamera - Lion of Singapore - miniserie TV, 7 episodi (1989)
- Heroes II: The Return, regia di Donald Crombie - film TV (1991)
- Big Sky - serie TV, episodio 1x11 (1997)
- Children's Hospital - serie TV, episodio 1x12 (1998)
- Murder Call - serie TV, episodio 2x04 (1998)
- Changi - miniserie TV, episodio 1x05 (2001)
- All Saints - serie TV, episodio 5x25 (2002)
- White Collar Blue - serie TV, episodio 2x06 (2003)
- The Alice, regia di Kate Dennis - film TV (2004)
- House of Hancock - miniserie TV, episodio 1x01 (2015)
- House of Bond - miniserie TV, episodi 1x01-1x02 (2017)